# Пунктуальность
Пунктуальность (от лат. punctum — «точка») — черта характера человека, подразумевающая чрезвычайную аккуратность, систематическое следование правилам.
В русской разговорной речи (и во многих европейских языках) обычно характеризует умение человека выполнять свои обязательства вовремя, например, появляться к назначенному для встречи времени. Разные культуры допускают различные социально приемлемые опоздания, не рассматривая их как нарушения пунктуальности.

## Национальные особенности
- Японская культура не считает опоздание допустимым вообще[1].
- Большинство западных культур допускают опоздание на 10—15 минут по уважительным причинам. Одним из исключений является немецкая культура, осуждающая любые опоздания[источник не указан 2983 дня].
- В Швейцарии пунктуальность считается чертой национального характера. Считается недопустимым как опаздывать, так и приходить на встречи раньше назначенного времени[2].

## Психологический аспект
Существует мнение, что пунктуальность является проявлением уважения и наоборот. Опоздания на переговоры и деловые встречи могут являться попыткой получить психологический перевес над контрагентами и/или демонстрацией своего якобы более высокого социального статуса или политического веса. По некоторым наблюдениям[чьим?], опоздания производят на контрагента значительный психологический эффект.

## Любопытные факты
- Согласно указу президиума Верховного совета СССР «О переходе на восьмичасовой рабочий день, на семидневную рабочую неделю и о запрещении самовольного ухода рабочих и служащих с предприятий и учреждений» от 26 июня 1940 года, опоздание на работу на 20 минут было эквивалентно прогулу и было уголовно наказуемо[3]. Действие указа было отменено в 1956 году.
- Современное руководство по ведению международного бизнеса оценивает допустимое опоздание в России в 15—30 минут[1].